# 오늘은 왠지
《오늘은 왠지》는 한국방송공사의 KBS 2TV에서 방영한 일요아침드라마 작품이다. 향촌병원을 배경으로 두 형제의 일상사를 그렸다.

## 등장 인물
- 김무생 : 우형구 역
- 김용건 : 우형재 역
- 김창숙
- 이혜영
- 최종원
- 남포동
- 조형기
- 오욱철
- 김영배
- 이원발
- 이미영
- 이일화
- 최성국
- 조상기
- 박재훈

## 참고 사항
- 개그맨 서세원의 유행어를 본따 제작한 작품이다.[1]
- 원래 1997년 3월 2일 시작할 예정이었으나 캐스팅 문제로 어려움을 겪어오자[2] 그 해 3월 9일로 첫 방송일이 변경됐다.
- 1995년 SBS 공채 탤런트 5기로 데뷔한 최성국이 해당 드라마를 통해 KBS 나들이를 했으나[3] 이 과정에서 SBS 측과 마찰을 빚었다,
- 1~2회분에서 드라마의 전체 구도와 등장인물들의 캐릭터를 설명하느라 극 전개가 다소 느슨해졌다.[4]
- 동시간대 MBC <짝> 때문에 고전을 면치 못하였다. 12회(1997년 5월 25일)부터 일요일 오전 9시 50분으로 이동했지만 MBC <사랑의 스튜디오>와 SBS <LA아리랑> 때문에 시청률 부진을 면치 못해 13회 만에 조기종영되는 수모를 당하였다.
- <일요일은 참으세요> 이후 이어진 일요아침드라마의 슬럼프를 탈피하지 못했다.